# Rachel True
Pour les articles homonymes, voir True.
Rachel True est une actrice américaine née le 15 novembre 1966 à New York.
Elle est la fille de Richard True et la belle-fille de Verona Barnes, une actrice de théâtre grâce à laquelle elle se consacre à la comédie. 
En 1991, elle débute véritablement sa carrière et apparaît dans des shows télévisés tels que Beverly Hills 90210.
Elle est surtout connue pour avoir été l'une des quatre héroïnes du film culte Dangereuse Alliance en 1996, aux côtés de Robin Tunney, Fairuza Balk et Neve Campbell.

## Filmographie

### Cinéma
- 1993 : CB4 : Daliha
- 1995 : L'Étreinte du vampire (Embrace of the vampire) : Nicole
- 1996 : Dangereuse Alliance : Rochelle
- 1997 : Nowhere de Gregg Araki : Mel
- 1998 : Les Fumistes (Half Baked) : Mary Jane Potman
- 1999 : The big split : Jenny
- 2000 : Groove : Beth Anderson
- 2001 : New Best Friend : Julianne Livingston
- 2007 : The Perfect Holiday : Brenda
- 2009 : Pink Eye
- 2009 : The Killing of Wendy : Ayanda

### Télévision
- 1991-1992 : Cosby Show (série télévisée) : Nicki
- 1993 : Cooper et nous (série télévisée) : Yvette
- 1993 : Getting By (série télévisée) : Andrea
- 1993 : Le Rebelle (série télévisée) : Dawn
- 1993 : Beverly Hills 90210 (série télévisée) : Jan Myler
- 1993 : Le Prince de Bel-Air (série télévisée) : Rhetta
- 1993 : A Girls' Guide to Sex : Bridget
- 1993 : Thea (série télévisée) : Candy
- 1993 : Moment of Truth: Stalking Back : Katie
- 1994-1995 : Dream On (série télévisée) : Linda Castorini
- 1995 : A Walton Wedding  : une étudiante
- 1995 : La Vie de famille (série télévisée) : Sue
- 1997 : Boston Common (série télévisée) : Cheryl
- 1997-1998 : Le Drew Carey Show (série télévisée) : Janet Clemens
- 1998 : Damon (série télévisée) : Monique
- 1999 : The Apartment Complex
- 1999-2000 : Deuxième Chance (série télévisée) : Mali
- 2000 : Providence (série télévisée) : Talia Weber
- 2000 : Love Song (en) : Renee
- 2001 : Dawson (série télévisée) : Kira
- 2002-2006 : Half and Half (série télévisée) : Mona Thorne
- 2006 : Noah's Arc (série télévisée) :  Brooklyn
- 2012 : Sugar Mommas : Thomasina
- 2013 : Le Profil de la honte (Social Nightmare) : Mme Langran
- depuis 2023 : Harlem : Aimee (rôle récurrent)